# أليكساندر بوتنر

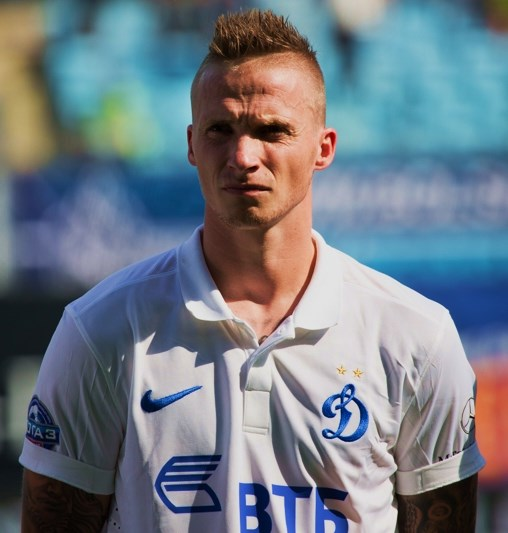

اليكساندر بوتنر (مواليد 11 فبراير 1989 في دوتنشيم في هولندا) هو لاعب كرة قدم هولندي.
يلعب حالياً في الدوري الإنجليزي الممتاز مع نادي مانشستر يونايتد في مركز الظهير الأيسر، قادماً من نادي فيتيس أرنيهم.

## وصلات خارجية
- أليكساندر بوتنر على موقع الدوري الأمريكي (الإنجليزية)
- أليكساندر بوتنر على موقع قاعدة بيانات كرة القدم.إي يو (الإنجليزية)
- أليكساندر بوتنر على موقع Soccerbase.com (لاعب) (الإنجليزية)
- أليكساندر بوتنر على موقع Soccerway.com (الإنجليزية)
- أليكساندر بوتنر على موقع عالم كرة القدم.نت (الإنجليزية)
- أليكساندر بوتنر على موقع AS.com (الإسبانية)